# Ocean Spray Hotel
Das Ocean Spray Hotel ist ein 1936 gebautes Hotel in Miami Beach in Florida. Seit dem 2. Juni 2004 befindet es sich im National Register of Historic Places. Das Hotel liegt an der Collins Avenue in Höhe der 41. Straße.
Der Architekt des Gebäudes war Martin L. Hampton.
Das Ocean Spray Hotel ist ein Beispiel für klassische Art-Déco/Streamline-Moderne-Architektur außerhalb des eigentlichen Art-déco-Distrikts (Ocean Drive) von Miami Beach.